# Astragalus gracaninii
Astragalus gracaninii es una especie de planta del género Astragalus, de la familia de las leguminosas, orden Fabales.

## Distribución
Astragalus gracaninii se distribuye por Macedonia.

## Taxonomía
Fue descrita científicamente por Micevski. Fue publicada en Godi en Zborn. Prir.-Mat. Fak. Univ. Skopje, Biol. 23: 129 (1971).